# M/S Helge
M/S Helge er et dansk passagerskib hjemmehørende i Svendborg Havn i Svendborg. Skibet blev sat i drift i 1924, og blev i maj 2012 udpeget til et bevaringsværdigt skib af Skibsbevaringsfonden.
Fra juli 1924 blev skibet indsat i færgedrift på Svendborgsund året rundt. Fra 1955 sejlede Helge kun fra pinse til september.
Siden midten af 1980'erne har skibet udelukkende sejlet med turister i Sydfynske Øhav. Helge har siden 2005 været ejet af Svendborg Kommune.

## Rutesejlads
Fra sin faste kajplads i Svendborg Havn sejler Helge til Vindebyøre på Tåsinge, hvorefter turen igen går tilbage til Fyn og Christiansminde, ved den østlige udkant af Svendborg. Herfra sejles der mod syd igennem Thurø Sund til Troense. Derfra går det stik øst mod Thurø, hvor der er anløb i Grasten. Sidste stop er ved Valdemars Slot på Tåsinge. Derefter sejles der af samme rute tilbage til Svendborg, og den samlede sejltid er 110 minutter.